# Haltikozaur
Halticosaurus – rodzaj dwunożnyego, mięsożernego teropoda, prawdopodobnie z rodziny celofyzów (Coelophysidae).

## Wielkość
Haltikozaur miał około 5,5 m długości i 2,2 m wysokości.

## Występowanie
Haltikozaur występował w epoce późnego triasu (wiek noryk, około 211 -205 milionów lat temu) na obszarze Europy (Niemcy).

## Historia odkryć
Nazwa haltikozaur został użyta po raz pierwszy w 1908 przez Fredricha von Huene. Znaleziony okaz został nazwany "Halticosaurus orbitoangulatus". Ostatecznie okazało się, że był krokodylomorfem z podobnym do rodzaju Saltoposuchus – (Rauhut and Hungerbuhler, 2000).
Inne skamieniałości opisane w 1934 przez von Huene, które zostały zaklasyfikowane jako gatunek Halticosaurus liliensterni, okazały się być wymieszane z kośćmi zauropodomorfa Sellosaurus gracilis, który uważany był przez niektórych za synonim gatunku Liliensternus liliensterni, ale Welles w 1984 znalazł istotne różnice pomiędzy tymi okazami.
Obecnie nazwa rodzajowa haltikozaur została zarezerwowana dla znalezionego w Badenii-Wirtembergii w Strombergu i nazwanego w 1908 roku przez Fryderyka von Huene niepewnego i wymagającego rewizji gatunku Coeolophysis posthumus, który przemianowano na Halticosaurus longotarsus.

### Etymologia
- Halticosaurus: gr. αλτικος haltikos „skoczny”[2]; σαυρος sauros „jaszczurka”[3].
- longotarsus: łac. longus „długi”[4]; nowołac. tarsus „goleń, noga”, od gr. ταρσος tarsos „podeszwa stopy”[5].

## Materiał kopalny
Typowy gatunek – Halticosaurus longotarsus – znany jest z holotypu (SMNS 12353) na który składają się: części żuchwy i zębów, niekompletne kręgi, kość udowa, kość ramienna, kości śródstopia i fragment kości biodrowej. Materiał jest źle zachowany i pochodzi od małego teropoda lub prozauropoda (na którego wskazuje budowa kości biodrowej). Szczątki te odnaleziono razem z pozostałościami prozauropoda nazwanego Sellosaurus gracilis.